# هرت بیزنس
هرت بیزنس (انگلیسی: The Hurt Business) یک گروه کشتی حرفه ای است که در شوی راو کمپانی دبلیودبلیوئی مشغول فعالیت است.
این گروه توسط ام‌وی‌پی هدایت می‌شود و بابی لشلی، شلتون بنجامین و سدریک الکساندر نیز در آن حضور دارند.